# Wspomnienie tajemnicy dnia
Wspomnienie tajemnicy dnia – formuła, którą wypowiada się zaraz po śpiewie Święty w trakcie Liturgii Eucharystycznej, o ile przypada święto lub uroczystość.

## Historia
Pierwsze wzmianki o zmiennych modlitwach w tzw. Postsanctus pochodzą z V wieku (Sacramentarium Gregorianum podaje teksty na: Boże Narodzenie, Objawienie Pańskie, Wielki Czwartek Wieczerzy Pańskiej, Wielkanoc, Wniebowstąpienie Pańskie i Zesłanie Ducha Świętego). W mszale rzymskim Piusa V zamieszczono embolizmy na pięć uroczystości (Boże Narodzenie, Epifanię, Wielkanoc, Wniebowstąpienie Pańskie i dzień Pięćdziesiątnicy) z adnotacją, że mają one być odmawiane także w oktawy uroczystości. W wyniku reformy liturgicznej po II soborze watykańskim wspomnienia tajemnicy dnia znalazły się wyłącznie w I modlitwie eucharystycznej (dawnym Kanonie Rzymskim) i są przewidziane w:
- Mszach uroczystości Bożego Narodzenia i przez oktawę,
- Objawienie Pańskie,
- Mszy Wieczerzy Pańskiej,
- Mszach od Wigilii Paschalnej do II Niedzieli Wielkanocnej,
- Wniebowstąpienie Pańskie,
- Niedzielę Zesłania Ducha Świętego.

## Wspomnienia tajemnicy dnia w lokalnych księgach liturgicznych

### Polska
Występuje w I, II i III modlitwie eucharystycznej.
Wspomnienie tajemnicy dnia przewiduje się:
- w niedziele (odmawia się w niedziele, w które nie wypada inne wspomnienie)[4]
- w Uroczystość Narodzenia Pańskiego i przez oktawę[4]
- w Uroczystość Objawienia Pańskiego[4]
- w czasie Mszy Wieczerzy Pańskiej[4]
- w czasie oktawy Wielkanocy[4]
- w Uroczystość Wniebowstąpienia Pańskiego[4]
- w Święto Ofiarowania Pańskiego[4]
- w Uroczystość Zwiastowania Pańskiego[4]
- w Święto Przemienienia Pańskiego[4]
- w rocznicę konsekracji własnego kościoła[4]
- w Uroczystość Narodzenia św. Jana Chrzciciela[4]
- w Uroczystość Wniebowzięcia NMP[4]
- w Uroczystość Wszystkich Świętych (nie dotyczy I Modlitwy Eucharystycznej)[5][4]
- w Uroczystość Niepokalanego Poczęcia NMP[4].

### Stany Zjednoczone
Występuje tylko w I Modlitwie Eucharystycznej (Kanon Rzymski). Wspomnienie tajemnicy dnia przewiduje się: 
- w Uroczystość Narodzenia Pańskiego i przez oktawę (Nativity of the Lord and the Octave)[6]
- w Uroczystość Objawienia Pańskiego ( Epiphany of the Lord)[6]
- w Wigilię Paschalną aż do 2 Niedzieli Wielkanocnej (of the Easter Vigil until the Second Sunday of Easter)[6]
- w Uroczystość Wniebowstąpienia Pańskiego (Ascension of the Lord)[6]
- w Uroczystość Zesłania Ducha Świętego (Pentecost Sunday)[6]